# Preußischer Bundesreformplan 1866

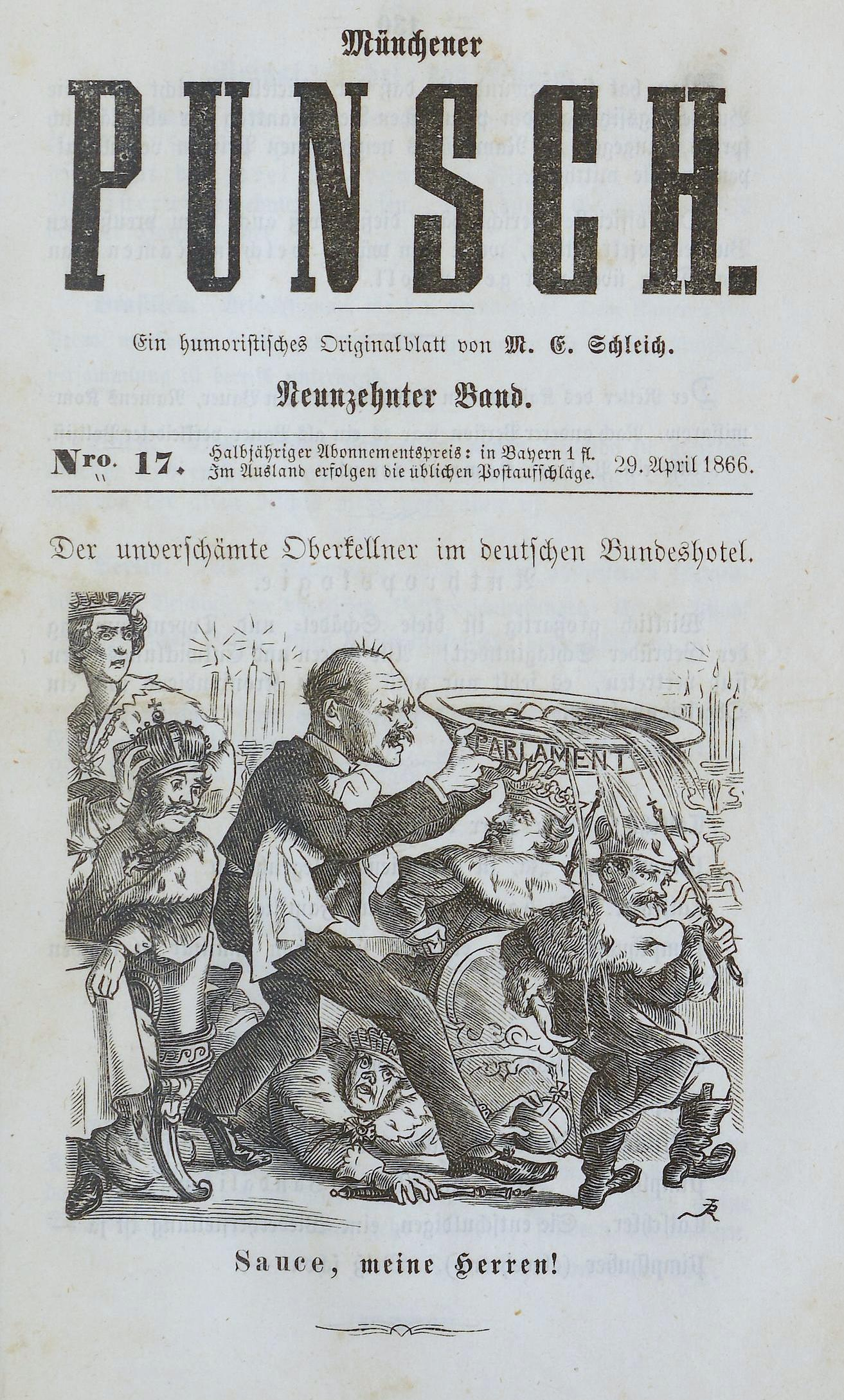
Karikatur im Münchener Punsch vom 29. April 1866: Otto von Bismarck als „unverschämter Oberkellner“, der ein Parlament aufträgt, das als Soße die deutschen Fürsten bekleckert.

Der Preußische Bundesreformplan von 1866 (eigentlich „Grundzüge einer neuen Bundesverfassung“) war ein Vorschlag, den Deutschen Bund umzugestalten. Die preußische Regierung unter Otto von Bismarck legte ihn am 10. Juni 1866 den übrigen deutschen Staaten vor. Der Plan skizzierte einen kleindeutschen Bundesstaat ohne Österreich. Kernpunkt war ein nach dem Frankfurter Reichswahlgesetz von 1849 direkt zu wählendes Nationalparlament.
Bismarck hatte bereits im April 1866 ein solches Nationalparlament gefordert und präzisierte seinen Reformplan nun im Juni. Zu diesem Zeitpunkt war Preußen bereits ins österreichisch verwaltete Holstein einmarschiert. Damit eskalierte der Konflikt zwischen den beiden Großmächten des Deutschen Bundes und führte bald darauf, am 14. Juni, zum Deutschen Krieg.
Der Bundesreformplan vom 10. Juni entfaltete dennoch Wirkung: Noch während des Krieges bestätigten siebzehn norddeutsche Staaten gegenüber Preußen, dass sie einen neuen Bund auf dieser Grundlage bilden wollten. Dieser Bund, ein Bundesstaat und kein Staatenbund, wurde 1867 als Norddeutscher Bund verwirklicht.

## Vorgeschichte

### Einigungs- und Teilungsversuche

Die Staaten des Deutschen Bundes

Bereits zuvor hatte Preußen versucht, den Deutschen Bund zu reformieren oder ein neues Staatswesen an seine Stelle zu setzen.
- Eine Vision war es dabei, dass Preußen die Vormacht eines kleindeutschen Bundesstaats (föderativen Staates) wurde. Unter „kleindeutsch“ ist zu verstehen, dass zum neuen Staat die Länder des Deutschen Bundes gehören sollten, aber ohne die bundeszugehörigen Gebiete Österreichs. Kleindeutschland hätte dann mit Österreich über einen weiteren Bund verbunden sein können. Österreich aber lehnte jede Lösung ab, die es aus Deutschland herausgedrängt hätte.
- Eine andere Vision war ein preußisch geführtes Norddeutschland oder die Ausbreitung Preußens in die übrigen Teile Norddeutschlands. Eine solche Lösung hätte sich theoretisch auch in einer österreichisch-preußischen Zusammenarbeit realisieren lassen, die Deutschland in Norden und Süden geteilt hätte.

Der ernsthafte Versuch einer „Erfurter Union“ 1849/50 war als kleindeutscher Bundesstaat gedacht. Preußen musste allerdings rasch einsehen, dass allenfalls Norddeutschland oder ein Teil davon auf diese Weise geeint werden konnte. In den Jahren nach 1850 machte die preußische Regierung mehrmals Vorstöße, um ihre Macht in Norddeutschland auszubreiten oder Deutschland zu teilen. So schlug 1860 Preußen vergeblich eine Teilung des Bundesheeres in Nord und Süd vor.
Ein Instrument in der preußischen Argumentation wurde die Forderung, dass der Deutsche Bund ein direkt gewähltes Parlament erhalten sollte. Wäre so ein Nationalparlament realisiert worden, so hätte dies für Preußen folgenden Vorteil gehabt: Seine Bevölkerungsgröße wäre besser zur Geltung gekommen als im Bundestag. Außerdem wollte der preußische Ministerpräsident Otto von Bismarck „moralische Eroberungen“ bei der liberaldemokratischen Nationalbewegung machen. Diese blieb aber skeptisch, weil der Konservative Bismarck sich im eigenen Land in einem Verfassungskonflikt mit dem Landtag befand. Etwa anlässlich des Frankfurter Fürstentages 1863 wurde es sehr deutlich, dass die Forderung nach einem Nationalparlament vor allem ein Mittel war, die österreichischen Reformvorschläge zu torpedieren.

### Preußisch-bayerische Verhandlungen

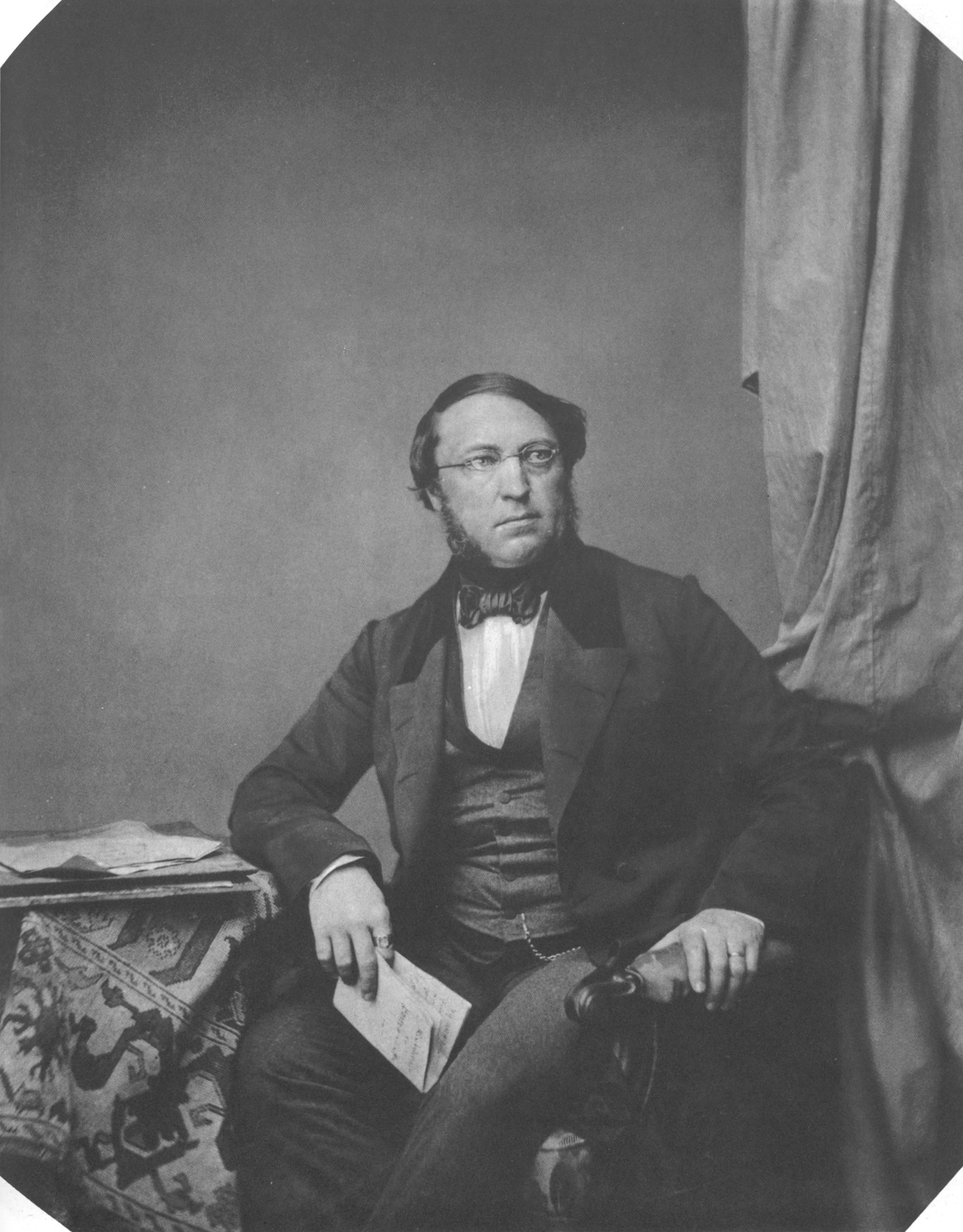
Ludwig von der Pfordten im Jahr 1855. Der bayerische Ministerpräsident war durchaus daran interessiert, im Rahmen einer Bundesreform eine Führungsrolle in Süddeutschland zu erlangen.

Im Februar 1866 versuchte Preußen, die Unterstützung Bayerns für eine Bundesreform zu gewinnen. Gemeinsam würden Preußen und Bayern den Widerstand Österreichs überwinden. Neben Österreich und einem preußischen Norddeutschland sollte es einen dritten Teil in Deutschland geben, nämlich ein von Bayern geführtes Süddeutschland. Mit der Forderung nach einem Nationalparlament sollte verhindert werden, dass Österreich wieder wie beim Frankfurter Fürstentag Einfluss auf die Mittelstaaten ausübte.
Auf diese Weise hätte sich ein Krieg mit Österreich höchstwahrscheinlich vermeiden lassen. Entweder wäre eine Trias von Österreich, Norddeutschland und Süddeutschland entstanden, oder ein kleindeutscher Staat mit preußisch-bayerischem Dualismus. Österreich hätte im letzteren Fall wohl keinen Krieg gewagt. Der Versuch, so Andreas Kaernbach, zeigte die „Originalität und Flexibilität von Bismarcks Bundespolitik“. Ein Krieg wurde nur als ultima ratio angesehen.
Um den bayerischen Ministerpräsidenten Ludwig von der Pfordten auf seine Seite zu ziehen, hätte Bismarck sich mit einer Notabeln-Versammlung zufriedengegeben, die auch nur beratend tätig sein würde. Von der Pfordten war aber mit einem direkt gewählten Parlament einverstanden. Allerdings wollte Bayern sich zuerst mit den Regierungen auf einen Reformplan einigen. Erst dann sollte ein Parlament den Plan beraten. Außerdem sollte Österreich ebenfalls mitverhandeln. Daran scheiterte, endgültig am 29. März, ein gemeinsames Vorgehen Preußens mit Bayern.
Am 8. April schloss Preußen mit Italien einen geheimen Bündnisvertrag. Er war auf ein Vierteljahr begrenzt und sollte nach einer gescheiterten Bundesreform dafür sorgen, dass Österreich im Kriegsfall an zwei Fronten kämpfen musste. Oft hat man in diesem Vertrag den entscheidenden Schritt Preußens zum Krieg gesehen, dennoch hat Bismarck immer noch versucht, mit Österreich oder Bayern eine Reform zu erwirken (etwa mit der Mission Gablenz). Wichtig war für ihn, dass ein Nationalparlament eingerichtet und die preußische Hegemonie in Norddeutschland gesichert wurde.

### Antrag vom 9. April 1866

Karl Friedrich von Savigny, hier im Jahr 1870, war der preußische Gesandte am Deutschen Bundestag in Frankfurt. Auf Instruktion seiner Regierung hin stellte er den Antrag vom 9. April 1866.

Preußen beantragte am 9. April 1866 beim Bundestag die Wahl eines Nationalparlaments. Nicht nur die Nationalbewegung, auch die deutschen Einzelstaaten reagierten ablehnend. Sie sahen ihre Souveränität durch ein Nationalparlament geschmälert und wurden durch die Stimmverteilung im bisherigen Bundestag stark bevorteilt.
Die Mittelstaaten wie Bayern wollten Preußen aber nicht vor den Kopf stoßen und ermunterten Bismarck dazu, seine Reformpläne weiter auszuarbeiten. Der Antrag wurde in einen neunköpfigen Ausschuss geschoben, der jedoch mehrheitlich aus Gegnern des Antrags bestand. Bismarck wiederum wollte erst das Nationalparlament durchsetzen, bevor er seine weiteren Pläne offenlegte.
In einem Promemoria ließ Bismarck seinen Mitarbeiter Hepke am 27. April Grundzüge der preußischen Politik festhalten. Anlass war die Wahl des Ausschusses gewesen. Im Promemoria Hepkes war noch ein österreichisch-preußischer Dualismus im Sinne einer Zusammenarbeit vorgesehen. Im Norden hätte Preußen, im Süden Österreich ihre jeweilige Staatengruppe dominiert. Im Bundestag sollten beide Mächte gleich viele Stimmen haben, in der Nationalvertretung (Parlament) hätten Österreich 128 und Preußen (mit Lauenburg) 148 Abgeordnete gehabt, von insgesamt 460.
Eine Bundesregierung war nicht vorgesehen, über Krieg und Frieden sollte der Bundestag entscheiden. Originell war am Promemoria, dass die Nationalvertretung in bestimmten Angelegenheiten je nach Staatengruppe abstimmen sollte. Das sollte die Nationalvertretung für Österreich annehmbarer machen. Es hätte sich Bundesbeschlüssen nicht unterwerfen müssen, die für einen Vielvölkerstaat schwierig umzusetzen waren. Preußen hingegen hätte die Strukturen in seiner Staatengruppe mehr und mehr vereinheitlichen können. In der Praxis hätte Österreich es allerdings wohl schwierig gehabt, eine Handelspolitik zu realisieren, die sowohl Baden in der süddeutschen Staatengruppe als auch Ungarn gerecht wurde.
Unter Druck sendete Bismarck schließlich dem Neuner-Ausschuss am 11. Mai folgenden Umriss seiner Vorstellungen:
- Gesetzgebung: Das Nationalparlament sollte dem Bundestag beigeordnet sein und an der Gesetzgebung mitwirken. Im Bundestag sollte bei keinen Beschlüssen mehr Einstimmigkeit nötig sein.
- Kompetenz: Das Nationalparlament sollte die gemeinnützigen Anordnungen laut Art. 64 der Wiener Schlussakte behandeln und auch die Reform der Bundeskriegsverfassung und die Einrichtung einer Kriegsmarine.
- Grundlage für die Wahl sollte das Frankfurter Reichswahlgesetz von 1849 werden. Für je 100.000 Einwohner war ein Abgeordneter zu wählen.

Der Umriss wurde durchaus wohlwollend aufgenommen. Die Ausschussmitglieder warteten Instruktionen ihrer Regierungen ab und waren erleichtert, dass Preußen keine Bundesregierung gefordert hatte. Die Politiker der Mittelstaaten befürchteten, dass es zum Signal für eine Revolution werden könnte, wenn sie die Entscheidung über den Antrag verzögerten. Das machte sie überhaupt erst dazu geneigt, mit Bismarck über eine Bundesreform zu verhandeln.

## Reformplan vom 10. Juni 1866

### Umstände
Währenddessen verschärfte sich der Konflikt über Österreich und Preußen, der sich an Holstein entzündete. Preußen war am 7. Juni in das österreichisch verwaltete Holstein einmarschiert, worüber Österreich am 14. Juni den Bundestag anrief. Der folgende Bundesbeschluss gegen Preußen löste den Deutschen Krieg aus.
In dieser Situation Anfang Juni versuchte Bismarck, die öffentliche Meinung für sich zu gewinnen. Dies würde weniger über die Schleswig-Holstein-Frage als über das Thema der Bundesreform gelingen. Es ließ sich darstellen, dass die preußischen Interessen auch denen der gesamten Nation entsprachen. Seinen Reformplan schickte er am 10. Juni 1866 nicht an den Bundestag, der nicht mehr rechtzeitig darüber entscheiden könne, sondern direkt an die deutschen Regierungen. Sie sollten antworten, ob sie einem neuen Bund auf dieser Grundlage beitreten würden.

### Inhalt
Der neue Bund sollte aus den alten Mitgliedsstaaten bestehen, mit Ausnahme Österreichs und den „niederländischen“ Gebieten (Luxemburg und Limburg; Art. I). Der Bund bilde ein „gemeinsames und einheitliches Zoll- und Handelsgebiet“ (Art. V). Für die Beziehung zu den deutschen Landesteilen Österreichs wurden „besondere Verträge“ in Aussicht gestellt (Art. X).
Als neues Bundesorgan war eine „Nationalvertretung“ bzw. „Volksvertretung“ bzw. ein „Parlament“ anvisiert, das „nach den Bestimmungen des Reichswahlgesetzes vom 12. April 1849“ gewählt werden sollte (Art. III). Die Regierungen der Einzelstaaten sollten dann zusammen mit dem Parlament den Bundestag umgestalten. Bis dahin würde das alte Stimmverhältnis weiterbestehen.

Verfassungsdiagramm für einen reformierten Deutschen Bund nach den preußischen Vorschlägen vom 10. Juni 1866

Nationalvertretung und Bundestag gemeinsam waren für die Gesetzgebung verantwortlich. Für die Annahme eines Bundesgesetzes würde eine Mehrheit in jeweils beiden Organen ausreichen (Art. III). Die Bundesgewalt entschied über Krieg und Frieden, richtete eine Kriegsmarine ein und regelte die folgenden Angelegenheiten (Art. VI, VII, VIII):
1. die Zoll- und Handelsgesetzgebung;
2. die Ordnung des Maß-, Münz- und Gewichtssystems, nebst Feststellung der Grundsätze über die Emission von fundirtem und unfundirtem Papieregelde;
3. die allgemeinen Bestimmungen über das Bankwesen;
4. die Erfindungspatente;
5. der Schutz des geistigen Eigenthums;
6. die Bestimmungen über Freizügigkeit, Heimaths- und Ansiedlungsverhältnisse, den Gewerbebetrieb, die Colonisation und Auswanderung nach außerdeutschen Ländern;
7. Organisation eines gemeinsamen Schutzes des deutschen Handels im Auslande, der deutschen Schiffahrt und ihrer Flaggen zur See und Anordnung gemeinsamer consularischer Vertretung, welche vom Bundes ausgestattet wird;
8. das gesammte deutsche Eisenbahnwesen im Interesse der Landesvertheidigung und des allgemeinen Verkehrs;
9. der Schifffahrtsbetrieb auf den mehreren Staaten gemeinsamen Wasserstraßen, sowie der Fluß- und sonstigen Wasserzölle;
10. das Post- und Telegraphenwesen;
11. die gemeinsame Civilproceßordnung und das gemeinsame Concursverfahren.

Der Bund hätte über eine Nordarmee und eine Südarmee verfügt. „Bundes-Oberfeldherr“ im Norden sollte der preußische und im Süden der bayerische König sein. Die Offiziere der einzelnen Kontingente durften unter Bedingungen von den Regierungen der Einzelstaaten ernannt werden. Genauere Regelungen und Befugnisse sollten dafür sorgen, dass die Kontingente „vollzählig und kriegstüchtig“ waren (Art. IX).

## Folgen
Die neun Punkte des Reformplans bildeten das eigentliche Kriegszielprogramm Preußens für die bevorstehende Auseinandersetzung. Bei aller Unvollständigkeit stellten sie aussagekräftige Forderungen auf, mit denen die langjährigen Streitpunkte einer Bundesreform angesprochen wurden. Noch immer jedoch fehlte eine deutliche Vorstellung von der „Bundesgewalt“. In der Vergangenheit, etwa in der Reichsoberhaupt-Frage 1848–1850, waren zum Beispiel ein Kaiser, aber auch ein mehrköpfiges Direktorium vorgeschlagen worden.
Preußen wandte sich am 16. Juni 1866, nach Beginn der Kampfhandlungen, an 19 nord- und mitteldeutsche Staaten. Es bot ihnen an, auf der Grundlage des Reformplans ein Bündnis abzuschließen und ihnen die Unabhängigkeit und territoriale Integrität zu versprechen. Dafür müssten sie allerdings ihre Armeen Preußen unterstellen. Siebzehn nahmen das Angebot an, sei es teilweise unter Druck. So hatten sechs von ihnen schon 1861 Militärkonventionen mit Preußen abgeschlossen. Die übrigen beiden, die sich verweigerten, waren Sachsen-Meiningen und Reuß älterer Linie.
In Vorbesprechungen mit dem französischen Kaiser Napoleon III. vereinbarte Bismarck, dass der Reformplan nur in Deutschland nördlich des Mains realisiert werden durfte. In den Friedensschlüssen mit Österreich und den übrigen Kriegsgegnern wurde der Mainlinie Rechnung getragen. Am 18. August 1866 unterzeichnete Preußen mit seinen Verbündeten das sogenannte Augustbündnis. Darin wurde die Gründung eines neuen Bundes auf Grundlage des Reformplans angekündigt, der spätere Norddeutsche Bund. Das vorgeschlagene Nationalparlament wurde der konstituierende Reichstag vom Februar bis April 1867.

## Quelle
- Nr. 173 (Nr. 166b). Grundzüge einer neuen Bundesverfassung der Bundesversammlung von der Preußischen Regierung vorgelegt am 10. Juni 1866. In: Ernst Rudolf Huber: Dokumente zur deutschen Verfassungsgeschichte. Band 2: Deutsche Verfassungsdokumente 1851–1900. 3. Auflage, W. Kohlhammer, Stuttgart u. a. 1986, S. 234–236.

## Belege
1. ↑  Andreas Kaernbach: Bismarcks Konzepte zur Reform des Deutschen Bundes. Zur Kontinuität der Politik Bismarcks und Preußens in der deutschen Frage. Vandenhoeck & Ruprecht, Göttingen 1991, S. 211.
2. ↑  Andreas Kaernbach: Bismarcks Konzepte zur Reform des Deutschen Bundes. Zur Kontinuität der Politik Bismarcks und Preußens in der deutschen Frage. Vandenhoeck & Ruprecht, Göttingen 1991, S. 213.
3. ↑  Andreas Kaernbach: Bismarcks Konzepte zur Reform des Deutschen Bundes. Zur Kontinuität der Politik Bismarcks und Preußens in der deutschen Frage. Vandenhoeck & Ruprecht, Göttingen 1991, S. 212/213.
4. ↑  Andreas Kaernbach: Bismarcks Konzepte zur Reform des Deutschen Bundes. Zur Kontinuität der Politik Bismarcks und Preußens in der deutschen Frage. Vandenhoeck & Ruprecht, Göttingen 1991, S. 218–220.
5. ↑  Ernst Rudolf Huber: Deutsche Verfassungsgeschichte seit 1789. Band III: Bismarck und das Reich. 3. Auflage, W. Kohlhammer, Stuttgart u. a. 1988, S. 518.
6. ↑  Ernst Rudolf Huber: Deutsche Verfassungsgeschichte seit 1789. Band III: Bismarck und das Reich. 3. Auflage, W. Kohlhammer, Stuttgart u. a. 1988, S. 518/519.
7. ↑  Andreas Kaernbach: Bismarcks Konzepte zur Reform des Deutschen Bundes. Zur Kontinuität der Politik Bismarcks und Preußens in der deutschen Frage. Vandenhoeck & Ruprecht, Göttingen 1991, S. 226.
8. ↑  Andreas Kaernbach: Bismarcks Konzepte zur Reform des Deutschen Bundes. Zur Kontinuität der Politik Bismarcks und Preußens in der deutschen Frage. Vandenhoeck & Ruprecht, Göttingen 1991, S. 226–228.
9. ↑  Ernst Rudolf Huber: Deutsche Verfassungsgeschichte seit 1789. Band III: Bismarck und das Reich. 3. Auflage, W. Kohlhammer, Stuttgart u. a. 1988, S. 519.
10. ↑  Andreas Kaernbach: Bismarcks Konzepte zur Reform des Deutschen Bundes. Zur Kontinuität der Politik Bismarcks und Preußens in der deutschen Frage. Vandenhoeck & Ruprecht, Göttingen 1991, S. 223.
11. ↑  Ernst Rudolf Huber: Deutsche Verfassungsgeschichte seit 1789. Band III: Bismarck und das Reich. 3. Auflage, W. Kohlhammer, Stuttgart u. a. 1988, S. 536/537.
12. ↑  Ernst Rudolf Huber: Deutsche Verfassungsgeschichte seit 1789. Band III: Bismarck und das Reich. 3. Auflage, W. Kohlhammer, Stuttgart u. a. 1988, S. 563.